# Rebelde (Edição Brasil)
Rebelde (Edição Brasil) este varianta braziliană (în limba portugheză), a Albumului RBD.

## Track listing
1. "Rebelde" (DJ Kafka,[2] Max Di Carlo, Cláudio Rabello) — 3:34
2. "Fique Em Silêncio" (Mauricio Arriaga, Cláudio Rabello) — 3:41
3. "Um Pouco Desse Amor" (DJ Kafka, Max Di Carlo, Cláudio Rabello) — 3:21
4. "Ensina-Me" (Javier Calderón, Cláudio Rabello) — 3:41
5. "Querer-Te" " (Roche, Powers, Rabello)— 3:18
6. "Quando O Amor Acaba" (Jose Manuel Perez Marino, Cláudio Rabello) — 3:19
7. "Salva-Me" (DJ Kafka, Max Di Carlo, Pedro Damián, Cláudio Rabello) — 3:45
8. "Otro Día Que Va" (DJ Kafka, Max Di Carlo) — 3:27
9. "Futuro Ex-Novio" (Sean & Dane,[3] Smith, Anderson, Boyzo) — 2:59
10. "Santa No Soy (I Ain't No Saint)" (J. Sim,[4] Pontus Söderqvist, Nick Nice, Michkin Boyzo) — 3:07
11. "Fuego" (Double N,[5] RamPac,[6] Papa Dee, Michkin Boyzo) — 2:59